# Борисово-Околицы
Борисово-Околицы — деревня в Зарайском районе Московской области, входит в состав муниципального образования сельское поселение Гололобовское. Также встречается, как Борисова Околица, Борисовы Околицы, Борисова. Население — 55 чел. (2010).

## География
Расположены на реке Коптелке в 6 км северо-восточнее Зарайска.

## История
Первые упоминания, как сельцо Борисова Околица в 1784 году. Название Борисово-Околицы присвоено в XX веке. До 1939 года — центр Борисово-Околицкого сельсовета.

## Население
| 2002 | 2006 | 2010 |
| ---- | ---- | ---- |
| 39   | ↗52  | ↗55  |

- 1790 год — 132 жителя в 20 дворах
- 1858 год — 310 жителей (153 мужчины и 157 женщин) в 42 крестьянских дворах
- 1884 год — 487 жителей в 76 дворах
- на рубеже XIX—XX веков — 701 житель в 80 дворах
- 1990 год — 88 жителей (35 мужчин и 53 женщины) в 48 дворах